# Neglasari (Banjar)
Neglasari is een bestuurslaag in het regentschap Banjar van de provincie West-Java, Indonesië. Neglasari telt 4278 inwoners (volkstelling 2010).